# 큰나무쥐
큰나무쥐(Pogonomys loriae)는 쥐과에 속하는 설치류의 일종이다. 오스트레일리아와 인도네시아, 파푸아뉴기니에서 발견된다.

## 특징
꼬리 길이 248~262mm를 제외한 몸길이가 170~205mm인 중형 설치류로 발 길이는 29.8~33mm이고 귀 길이는 14~15.7mm이다. 몸무게는 최대 158g이다.